# 葉問 (電影)
《葉問》（英語：Ip Man），2008年的香港傳記動作片，由葉偉信執導，動作導演洪金寶，梁小熊任動作指導，甄子丹、熊黛林主演。以一代詠春宗師葉問的生平作藍本，是《叶问系列电影》的第一部，2008年12月19日在香港，是2009年第二十八屆香港電影金像獎「最佳電影」的獲獎電影。香港票房录得超过2千5百万，而在中國大陸更加获得过亿票房。繼《殺破狼》、《龍虎門》及《導火綫》後，《葉問》是葉偉信与甄子丹第四次合作。
電影的劇情雖然源自葉問的經歷，但有改編的虛構成份，並非完全依照事實，偏重於戲劇效果。續集《葉問2》於2009年7月在中國大陸搭景開拍，並於2010年4月29日在中國大陸上映。

## 劇情
1935年，廣東佛山武風鼎盛，各門派廣納門徒，經常靠比武以顯各方的實力。詠春派武術家葉問出身當地望族，為佛山人口耳相傳的第一高手，但為人低調、不愛顯擺，因此沒有開館收徒弟，只待在家中與妻子張永成和年幼兒子葉準共享天倫之樂，但他也偶爾會鑽研武術。一日，來自山東的武師金山找以「北方拳」強悍實力威懾著整座武館街，為了在佛山揚名立萬而狠狠挫敗各派馆主。金山找為爭第一而決定挑戰不問世事的葉問，闖入他家中不惜一切逼葉問出手。葉問最終在永成的准許下毅然出手，以熟练的咏春拳大勝金山找，使得金山找丟盡面子之下狼狽離開。
從此，葉問在佛山更加聲名大噪，多數人爭先恐後地跑來拜師，就連武館街一眾館主都對葉問甘拜下風。但好景不長，日本侵華戰爭爆發導致佛山遭日軍佔領，使大多數人口被迫遷離。因自家大宅遭日軍強占作為總部，葉問被迫带着妻儿移居街區廢屋，雖然生活艱苦但仍積極面對，葉問用一改闊少的态度而來到煤炭廠做苦力，並重遇昔日好友武癡林。這時，日軍上校佐藤帶隊前來尋找武術人才，加入日軍安排的打鬥場比武切磋，而前佛山巡警、如今作為日軍翻譯官的李釗站在他旁邊。得知如果打贏會得到一袋米作為獎賞，武癡林加入跟日軍黑帶高手比武的行列，還在打鬥場裏看見自己的武術師傅廖師傅也是參與者之一。武癡林不顧自己修煉不足，貿然挑戰武術高強的日軍將領三浦，數次被擊倒卻不投降，最後慘遭三浦活活打死。
隔天，葉問回到煤炭場四處找不到武癡林，便也一同來到打鬥場尋找他，也看見廖師傅再次上台挑戰。然而，高估自己實力的廖師傅選擇一人挑戰三名日軍而不幸落敗，想拿回一袋米卻遭佐藤無理槍殺身亡。目睹廖師傅被殺的葉問陷入悲憤，親自上場跟十名日軍黑帶高手對打，打鬥過程中釋放心中的怒火，將十人均打的鼻青臉腫、四肢殘廢。完勝後，三浦親自賞識葉問的實力，得知他的名字後期待葉問再來。葉問將廖師傅死前贏到的米歸還給他的家人後，痛斥前來探望的李釗是走狗。經過這一天，葉問才知道習武的兩面性，因此決定暫時在家陪伴妻兒。
葉問的摯友周清泉在佛山繼續經營棉花廠，一批貨物在運送路上遭到淪為山賊的金山找截獲，隊伍中包括武癡林誤入歧途的弟弟沙膽源。金山找敲詐棉花廠下次要準備大筆金錢為他上貢，周清泉為了養活一眾工人而沒有棄場搬離，令葉問明白到每人都有自己的使命，遂留在清泉的棉花廠裏教導眾工人以咏春自衛。不久，金山找上門討錢，學會武術的工人們與山賊大打出手，葉問趕到後制止鬥爭，靠棍子打聾金山找的一隻耳朵才將他趕跑。無處可去的沙膽源從葉問口中得知哥哥的死訊，打開哥哥死前保留的遺物，發現是他離家當天玩的風箏，明白哥哥的用心良苦後決定留下來將功補過。然而，金山找不服氣而去向三浦告密，使日軍來到棉花廠捉拿葉問，打算讓葉問教授日軍中國武術。葉問趕來斷然拒絕，聲言他會和三浦交戰後被日軍帶走，並囑託清泉將永成和葉準帶離佛山。
三浦同意和葉問比武，佐藤暗中警告葉問，若他敢贏得勝利，便會被槍殺，但他決定不屈服於日軍的威懾。比武當天，葉問和三浦兩大中日高手正面對決，雙方均全力以赴而不相上下，而葉問靠他多年來修煉的詠春拳法，且為了替過國人挽回尊嚴而奮力攻擊，最終使三浦狼狽落敗。葉問的勝利讓在場的觀眾們歡呼不盡，但佐藤的一槍打中葉問的肩膀，再也看不下去的李釗當場奪槍反過來槍殺佐藤。在場觀眾群情激憤突破日軍防線，包括當時趕回佛山的清泉、永成和葉準，立刻上前照料負傷的葉問。最後，葉問一家在周清泉的幫助下，成功逃離佛山並帶往香港度過餘生。直到1945年，日本裕仁天皇宣佈無條件投降，長達八年的戰爭以中國的勝利告終。而葉問陪家人居於香港期間開宗立派、繼續將詠春發揚光大，所收的弟子包括李小龍。

## 演員
| 演員                        | 角色     | 人物簡介 |
| 甄子丹                      | 葉問     | 佛山詠春派，師承陳華順。一個熱愛武術、對其癡狂的武術家，為了練武甚至冷落妻兒，引領眾多武術學徒拜倒在他門下，詠春拳在他的手上得以發揚光大，並不屈服日軍的鎮壓和恐嚇。                       |
| 任達華                      | 周清泉   | 葉問的摯友，振華棉花廠老闆，在戰亂中竭盡全力延續棉花廠的經營，以養活工人。始终默默幫助葉問一家度過經濟難關，由衷讚賞葉問的人品和功夫，將自己的獨子拜託葉問教導。                           |
| 熊黛林 （粵語配音：王慧珠） | 張永成   | 葉問的妻子，前佛山市副市長千金，相夫教子，一向擔憂葉問習武論劍而忘卻家人。佛山淪陷後與丈夫患難與共，後在紗廠看見人人習詠春的感人場面，逐理解丈夫一腔愛國情懷。                             |
| 樊少皇                      | 金山找   | 來自北方的武術高手，使用戳腳翻子拳，帶著數名兄弟踢遍佛山武館，渴望揚名立萬脫離貧困生活，卻於挑戰葉問一戰中被葉問以詠春大敗後黯然離開。佛山被日軍佔據後淪為盜賊，帶領手下打劫貨物運輸謀生。 |
| 鄭家星                      | 周光耀   | 周清泉的兒子，從小看著葉問與不同對手切磋詠春，對葉問十分崇拜，一直希望拜葉問為師。經常藉故到葉宅，明為探訪，实為觀賞叶问与人切磋。                                                         |
| 林家棟                      | 李釗     | 佛山巡警，曾一直認為西洋槍械可取代中國武術，後來在金山找到佛山踢館鬧事時得葉問相救，自此對中國武術改觀，視葉問為師父。佛山淪陷後為生存忍辱擔任日軍翻譯，但還是時常幫助葉問。               |
| 釋行宇 （粵語配音：林敬剛） | 武癡林   | 葉問的好友，佛山酒樓太子爺，熱愛武術的熱血男兒，學遍佛山武術街的所有武館，連廖師傅新開的武館亦不例外，一直對葉問的詠春最為佩服。                                                           |
| 黃又南                      | 沙膽源   | 武痴林的弟弟，佛山酒樓二少，年少好事、口無遮攔，目睹葉問與廖師傅閉門切磋後四處宣揚，卻也因此犯下武術大忌，和哥哥也因此決裂並誤入歧途加入金山找的盜賊團。                                   |
| 陳之輝 （粵語配音：盧雄）   | 廖泰山   | 新來佛山立武館的武師，武癡林的師父，實力相當強勁。全佛山僅次於葉問的最強武術家，成立武館不久曾私下對葉問挑戰，從此對他十分敬佩。                                                           |
| 池內博之                    | 三浦武介 | 日帝國皇軍少將，影射真實人物三浦敏事，日據佛山市最高負責人，第五師團領導者，也身為日軍武術教官，生性冷酷但卻愛武成痴，特別設打鬥場邀中國人前来切磋，以觀摩中國武術。                       |
| 澀谷天馬                    | 佐藤     | 日帝國皇軍上校，三浦的隨從，戴著一副眼鏡，態度蠻橫、放肆，有身為皇軍幹部的優越感、所以對中國人有嚴重的種族歧視以欺壓中國人為樂，動不動就會掏槍殺人，僅除對上司三浦完全不敢違抗。           |
| 李澤                        | 葉準     | 葉問的年幼兒子。 |
| 週仲                        | 何師傅   | 佛山武師。 |
| 杜宇航                      | 胡威     | 金山找的手下。 |

## 工作人員
- 出品人、監製：黃百鳴
- 導演：葉偉信
- 編劇：黃子桓
- 動作設計及指導：洪金寶
- 原創音樂：川井憲次
- 美術指導：麥國強

## 片名爭議
电影导演王家卫早在2002年就宣布要拍摄以葉问与咏春为题材的电影《一代宗师》，并选定梁朝伟饰演主角葉问，但拖至2013年上映。后来东方电影公司老板黄百鸣捷足先登，率先完成以叶问生平为素材的电影。电影原名《一代宗师·葉问》，后来因为与王家卫版的过于相似而遭受同行非议，最终改为《葉问》。
黄百鸣表示：“东方电影原本属意用《葉问》这个名字的，但中方的投资者认为葉问的确是一个不折不扣的一代宗师，所以要求更改片名。为了尊重各方的意见，电影公司才把片名改为《一代宗师·葉问》，想不到会因此引发其它同业的争论。为了平息这次的片名风波，我亦与中方多位投资者、电影的总顾问葉準师傅及导演商量，希望平衡各方面的意见。”
另外，葉问的英文名字一般写作，但本片英语名却是。由于IP（Internet Protocol，網際協定）的含义与葉问、咏春等毫无关联，加上“Man”这样的词汇在美国好莱坞电影中常常是超级英雄的称呼，因此本片也有人戏称为“IP超人”或“IP人”。

## 删改部分
電影成片中删改過以下内容：
- 金山找操一口浓重山东口音，成片改成普通话。
- 删除金山找向日本人通报葉问行蹤後，金山找被日本人滅口这段剧情。（因這個改動，金山找得以在續集《葉問2》中再次出場）
- 删除李钊最后被不明真相的群众殴打这段剧情。
- 刪除葉問騎單車畫面。
- 刪除葉準出生時，葉問與拳師較量的鏡頭。
- 刪除三浦將軍在結尾切腹自殺的畫面。

## 各地電影分級制度
| 國家／地區 | 級別  |
| ---------- | ----- |
| 香港       | IIB   |
| 台灣       | 護    |
| 新加坡     | NC-16 |
| 馬來西亞   | PG13  |
| 日本       | G     |

## 獲獎及提名
| 獎項                        | 獎項             | 獎項           | 獎項 |
| 獎項                        | 類別             | 受獎者         | 結果 |
| --------------------------- | ---------------- | -------------- | ---- |
| 第28屆香港電影金像獎        | 最佳電影         | 《葉問》       | 獲獎 |
| 第28屆香港電影金像獎        | 最佳導演         | 葉偉信         | 提名 |
| 第28屆香港電影金像獎        | 最佳男主角       | 甄子丹         | 提名 |
| 第28屆香港電影金像獎        | 最佳男配角       | 樊少皇         | 提名 |
| 第28屆香港電影金像獎        | 最佳男配角       | 林家棟         | 提名 |
| 第28屆香港電影金像獎        | 最佳攝影         | 柯星沛         | 提名 |
| 第28屆香港電影金像獎        | 最佳剪接         | 張嘉輝         | 提名 |
| 第28屆香港電影金像獎        | 最佳美術指導     | 麥國強         | 提名 |
| 第28屆香港電影金像獎        | 最佳動作設計     | 洪金寶、梁小熊 | 獲獎 |
| 第28屆香港電影金像獎        | 最佳音響效果     | 曾景祥         | 提名 |
| 第28屆香港電影金像獎        | 最佳視覺效果     | 黃智亨         | 提名 |
| 第28屆香港電影金像獎        | 最佳原創電影音樂 | 川井憲次       | 提名 |
| 第4屆香港電影導演會年度大獎 | 年度推介电影     |                | 獲獎 |
| 第4屆香港電影導演會年度大獎 | 年度杰出导演     | 葉偉信         | 獲獎 |
| 第16屆北京大學生電影節      | 最佳男演員       | 甄子丹         | 獲獎 |
| 第16屆北京大學生電影節      | 最受歡迎導演     | 葉偉信         | 獲獎 |
| 第2屆鐵象獎                 | 年度動作電影     | 《葉問》       | 獲獎 |
| 第2屆鐵象獎                 | 年度最佳電影     | 《葉問》       | 獲獎 |
| 第2屆鐵象獎                 | 年度男主角       | 甄子丹         | 獲獎 |
| 第46屆金馬獎                | 最佳動作設計     | 洪金寶、梁小熊 | 獲獎 |

## 外部連結
- 開眼電影網上《葉問》的資料（繁體中文）
- Yahoo奇摩電影上《葉問》的資料（繁體中文）
- 香港影庫上《葉問》的資料（繁體中文）
- 豆瓣电影上《葉問》的資料 （简体中文）
- 时光网上《葉問》的資料（简体中文）
- AllMovie上《葉問》的资料（英文）
- 爛番茄上《葉問》的資料（英文）
- Metacritic上《葉問》的資料（英文）
- 互联网电影数据库（IMDb）上《葉問》的资料（英文）

## 電視節目的變遷
| 香港無綫電視翡翠台 星期日影院 星期日13:15-15:35，星期一凌晨重播 | 香港無綫電視翡翠台 星期日影院 星期日13:15-15:35，星期一凌晨重播 | 香港無綫電視翡翠台 星期日影院 星期日13:15-15:35，星期一凌晨重播 |
| --------------------------------------------------------------- | --------------------------------------------------------------- | --------------------------------------------------------------- |
|                                                                 | 葉問 （2019年12月22日）                                         |                                                                 |
| 審死官 （2019年12月15日）                                       | 葉問2 （2019年12月29日）                                        |                                                                 |